# سوینگیشته (پرشوو)
سوینگیشته (به صربی: Svinjište) یک منطقهٔ مسکونی در صربستان است که در پریچو واقع شده‌است. سوینگیشته ۶٫۳۲ کیلومتر مربع مساحت و ۱۰۳ نفر جمعیت دارد.